# Corpuscle de Barr
Els corpuscles o cossos de Barr, també coneguts com a cromatina sexual X, són masses condensades de cromatina sexual, es troben en el nucli de les cèl·lules somàtiques de les femelles degut a un cromosoma X inactiu. Són una massa heterocromàtica, plana i convexa, amb una midade 0,7 x 1,2 micres. Murray Barr i Ewart George Bertram (que ho van descobrir el 1923) van demostrar que és possible determinar genèticament el sexe d'un individu depenent del fet que existeixi o no una massa de cromatina en la superfície interna de la membrana nuclear (cromatina sexual).

## Síndrome de Turner, Síndrome de Klinefelter i altres anomalies cromosòmiques
Les femelles amb síndrome de Turner, és a dir amb un sol cromosoma X, no presenten corpuscles de Barr. En canvi els mascles amb síndrome de Klinefelter, sí que en presenten.
Per altra banda, les femelles XXX (síndrome de la triple X), en presenten dos en lloc d'un de sol.
Això és degut al fet que, en realitat, el nombre de corpuscles de Barr és el nombre de cromosomes X - 1.